# U 513 (Kriegsmarine)
De U 513 was een U-boot van het type IX van de Duitse Kriegsmarine tijdens de Tweede Wereldoorlog.
De U 513 werd gebouwd op de Deutsche Werft in Hamburg en de tewaterlating gebeurde op 29 oktober 1942. De eerste commandant was Rolf Rüggeberg. Hij werd op 15 mei 1943 opgevolgd door Friedrich Guggenberger. 

## Patrouilles
De U 513 heeft vier patrouilles uitgevoerd van in totaal 222 dagen.
Patrouille 17 augustus - 22 oktober 1942
Op 7 augustus 1942 verliet de U 513 de haven van Kiel en voer tussen IJsland en de Faeröer-eilanden door naar de Atlantische Oceaan. Kapitein was Rolf Rüggeberg. Op 5 september werden twee vrachtschepen tot zinken gebracht bij de ijzerertsmijnen van Bell Island (Newfoundland). Daarna voor de U-boot verder richting Lorient (bezet Frankrijk), alwaar hij arriveerde op 22 oktober.
Patrouille 221 november - 18 december 1942
Kapitein was wederom Rolf Rüggeberg. De tweede missie was ook op de Atlantische Oceaan, waarna het schip naar Frankrijk terugkeerde. Voor zover bekend werden geen schepen aangevallen.
Patrouille 320 februari - 14 april 1943
Kapitein was wederom Rolf Rüggeberg. Onderweg werd de U 513 bij de Canarische eilanden aangevallen door een Britse Lockheed Hudson van Squadron 233. Er werd enige schade opgelopen.
Patrouille 4
Op 15 mei 1943 werd Friedrich Guggenberger commandant van de U 513. Op 18 mei 1943 begon een missie naar de kust van Brazilië. Tijdens deze missie werden vijf schepen aangevallen, waarvan er vier tot zinken werden gebracht: de Zweedse Venezia (21 juni), de Braziliaanse Tutoya (1 juli), de Amerikaanse Elihu B Wadhburne (3 juli) en de Amerikaanse Richard Caswell (16 juli). 
Doordat kapitein Friedrich Guggenberger opdracht gaf een radiobericht te verzenden, kon de United States Navy de boot op 18 juli 1943 lokaliseren. Een vliegtuig gooide enkele dieptebommen, waarvan er een onder de U 513 ontplofte. Er waren 46 slachtoffers, zeven opvarenden overleefden: de kapitein en bemanningsleden Günther Bleise, Josef Mohr, Helmut Nicha, Alcis Nonn, Helmut Weinhold en Hans Wener. Zij werden later door de United States Navy opgehaald. 
In 1946 werden de gevangen bemanningsleden vrijgelaten.

## Wrak
Na negen jaar onderzoek en twee jaar zoeken werd in 2011 het wrak van de U 513 op een diepte van 75 meter gevonden door de Braziliaanse familie Schurmann. Op 10 maart 2012 werd een camera neergelaten die het wrak filmde. 